# Spužva Bob Skockani (2004.)
Spužva Bob Skockani je prvi film iz franšize o Spužva Bobu Skockanom. U ovom filmu, Spužva Bob i Plankton moraju naći tajnu formulu rakburgera nakon što ona tajanstveno nestane.

## Likovi
- Spužva Bob Skockani
- Patrik Zvijezda
  - Gospodin Fantastikus
- Eugen Kliještić
- Šime Josip Plankton

## Radnja
Grupa gusara otkriva škrinju s blagom punom ulaznica za film da bi vidjeli  The SpongeBob SquarePants Movie . Svi gusari navijaju i pjevaju pjesmu teme SpongeBob dok se kreću u kino kako bi vidjeli filmsku sliku.
Film započinje kada se SpongeBob SquarePants veselo priprema za ceremoniju otvaranja druge verzije Krusty Kraba, očekujući da će ga njegov šef gospodin Krabs promovirati u novog menadžera novog restorana. Umjesto toga, gospodin Krabs imenuje Squidward Tentacles, susjeda i suradnika SpongeBoba, kao menadžera, misleći kako je SpongeBob previše nezreo da bi se mogao nositi s ulogom, zbog čega je SpongeBob pao u stanje depresije. U međuvremenu, poslovni suparnik gospodina Krabsa, Plankton, žali zbog neuspjeha svojoj računalnoj supruzi Karen, jer nije mogao ukrasti tajnu formulu Krabby Pattyja. Kad Karen istakne plan "Z", shemu koju tek treba pokušati, Plankton ga odluči provesti.
Te noći, SpongeBob utapa svoje tuge u sladoledu sa svojim najboljim prijateljem Patrickom Starom u salonu sladoleda Goofy Goober's Ice Cream Party Brod. Inače, Plankton krade krunu kralja Neptuna, ostavljajući lažne dokaze da je g. Krabs prijavio zločin, a krunu šalje u daleku zemlju Shell Cityja. Sljedećeg jutra, Neptun upada u Krusty Krab 2 i prijeti gospodinu Krabsu zbog njegovog navodnog lopova. SpongeBob stiže i kažnjava gospodina Krabsa pod utjecajem sladolednog mamurluka, ali vidjevši život šefa u riziku šokira SpongeBob natrag u pamet i obeća Neptunu da će preuzeti krunu iz Shell Cityja. Neptun je uvjerio svoju kćer Mindy da je zasad poštedio gospodina Krabsa i zamrznuo ga, naređujući SpongeBob-u da se vrati s krunom za točno šest dana. SpongeBob i Patrick kreću u Shell City u automobilu oblika Krabby Patty zvanom Patty Wagon. Ubrzo nakon što odlaze, Plankton krade formulu Krabby Patty i koristi je za proizvodnju i prodaju Krabby Patties u njegovom restoranu, Chum Bucket. Svojim kupcima poklanja i besplatne kacige Chum Bucket, koje su zapravo uređaji koji kontroliraju um i koji Plankton aktivira za kontrolu stanovnika Bikini Bottoma i zauzimanje grada. Squidward odlazi u The Chum Bucket kako bi se suprotstavio Planktonu, ali ga očaravaju i porobljavaju opušteni kupci.
Nakon što su na svom putovanju nadvladali nekoliko poteškoća, uključujući žrtvovanje Patty Wagon kako bi pobjegli od gavrane žabe, SpongeBob i Patrick stižu u opasan rov ispunjen čudovištem. Kad konačno zaključe da zbog nezrelosti ne mogu završiti misiju, suzno odustaju. Mindy stiže u rov i govori SpongeBob-u i Patricku o Planktonovom planu. Pretvara se da ih čarobno pretvara u muškarce dajući im brkove morske trave. S pobunjenim samopouzdanjem hrabrili su rov, ali suočeni su s Dennisom, hitmerom kojeg je Plankton unajmio da ih eliminira. Denisa iznenada zaustavi ronilac s tvrdim šeširom za koji SpongeBob i Patrick vjeruju da su kiklop. Ciklop zgrabi SpongeBob i Patricka i odvede ih do njegove trgovine na plaži, za koju je otkriveno da je Shell City.
U prodavaonici SpongeBob i Patrick nalaze krunu, ali su osušeni pomoću toplotne žarulje Ciklopa. Dok gusari koji promatraju suze oplakuju gubitke SpongeBob-a i Patricka, potonji suze kratko spajaju kabel napajanja svjetiljke, a njegov dim aktivira sustav prskalice, ponovno hidrirajući ih i ostala osušena morska stvorenja koja su namijenjena prodaji kao suveniri, Dok osvetoljubiva morska bića napadnu i nadvladaju Kiklope, SpongeBob i Patrick uzimaju vijenac i kreću prema plaži, gdje se pojavljuje David Hasselhoff i nudi im vožnju. Pliva s plaže do bikini dna noseći ih na leđima. Dennis ih sustigne, ali katamaranom ih odbacuje natrag u more. Zatim, kad stignu do dna Bikinija, Hasselhoff lansira SpongeBob i Patricka dolje u Krusty Krab 2.
Na Krusty Krab 2, kralj Neptun stiže pogubiti gospodina Krabsa, što je mnogo za Planktonovo uživanje i Mindyjevu užas, ali SpongeBob i Patrick se vraćaju s krunom prije nego što je u mogućnosti to učiniti. Oni i Mindy se sukobljavaju s Planktonom, ali on ispusti kantu veličine kralja veličine uma na Neptunu, porobljavajući ga i otkrivši da Planktonov plan nije bio samo ukrasti formulu Krabby Pattyja, već i postaviti Neptun kako bi mogao preuzeti svijet. Prije nego što Plankton uspije usmjeriti Neptun da ih ubije, SpongeBob napokon prihvaća svoju nezrelost i upada u rock pjesmu pod nazivom "Goofy Goober Rock" (parodija na "I Wanna Rock" Twisted Sister, koja uništava kacige koje kontroliraju um, oslobađajući kralja Neptuna, Lignje i ostali stanovnici Bikini dna iz Planktonove kontrole. Plankton pokušava pobjeći, ali na njega su zakoračili i ostali građani. Plankton je uhićen zbog svih svojih zločina, dok Neptun odmrzava gospodina Krabsa, koji u znak zahvalnosti promovira SpongeBob menadžera Krusty Kraba 2.
Na sceni nakon priznanja, gusari su još uvijek u kazalištu dok im jedan od poslužitelja ne kaže da moraju otići, što oni s oklijevanjem čine.